# José Bonilla Jiménez
José Bonilla Jiménez (Sevilla, 15 de marzo de 1946) es un exfutbolista español que se desempeñaba como portero.

## Clubes
| Club                        | País   | Año       |
| --------------------------- | ------ | --------- |
| Sevilla Fútbol Club         | España | 1967-1973 |
| Cádiz Club de Fútbol        | España | 1972-1976 |
| Real Club Deportivo Español | España | 1976-1977 |